# Rudnia-Choczynśka
Rudnia-Choczynśka (ukr. Рудня-Хочинська) – wieś na Ukrainie, w obwodzie żytomierskim, w rejonie olewskim, nad Uborcią. W 2001 roku liczyła 259 mieszkańców.